# Hydrellia xanthocera
Hydrellia xanthocera är en tvåvingeart som beskrevs av Cresson 1938. Hydrellia xanthocera ingår i släktet Hydrellia och familjen vattenflugor. Inga underarter finns listade i Catalogue of Life.